# Милети, Франческо
Франческо Милети (итал. Francesco Mileti; род. 27 мая 1962, Лечче, Апулия) — итальянский футболист, игравший на позиции полузащитника, в частности, за клубы «Лечче» и «Дженоа», а также юношескую сборную Италии. По завершении игровой карьеры — тренер.

## Биография
Родился 27 мая 1962 года в городе Лечче. Воспитанник футбольной школы клуба «Лечче». Взрослую футбольную карьеру начал в 1978 году в основной команде того же клуба, в которой провёл пять сезонов, приняв участие в 82 матчах чемпионата.
В течение 1983 года защищал цвета клуба «Авеллино».
Своей игрой за последнюю команду привлёк внимание представителей тренерского штаба клуба «Дженоа», к составу которого присоединился в 1983 году. Сыграл за генуэзский клуб следующие четыре сезона своей игровой карьеры. Большую часть времени, проведённого в составе «Дженоа», был основным игроком команды.
Впоследствии с 1987 по 1993 год играл за «Брешию», «Пьяченцу», «Бриндизи», «Виченцу», «Козенцу» и «Сиракузы».
Завершил игровую карьеру в команде низшей лиги «Тома Малье», за которую выступал в течение 1993—1994 годов.

### Выступления за сборную
В 1981 году защищал цвета юношеской сборной Италии (U-20), в составе которой был участником той молодёжного первенства мира, на которой итальянцы не смогли преодолеть групповой этап.

### Карьера тренера
Работал тренером молодёжной команды родного клуба «Лечче». Впоследствии в течение 2006—2007 годов работал в клубной структуре «Пизы», сначала как ассистент главного тренера основной команды, а впоследствии тренирующие команду дублёров.